# Inyoíta
La inyoíta es un mineral de la clase de los minerales boratos, y dentro de esta pertenece al llamado "grupo de la inderita". Fue descubierta en 1914, siendo nombrada por la localidad tipo en que se encontró, el condado de Inyo, en California (EE. UU.).

## Características químicas
Químicamente es un neso-triborato de calcio muy hidratado. El grupo de la inderita al que pertenece agrupa los boratos magnesico-cálcicos hidratados.

## Hábito
Normalmente se presenta en forma de cristales prismáticos cortos, tendiendo a tabulares; a veces granular masivo, en costras y agregados esferulíticos

## Formación y yacimientos
Aparece a lo largo de fracturas y recubriendo cavidades en depósitos sedimentarios de minerales de boro; puede ser autigénico en sedimentos de playa.
Suele encontrarse asociado a otros minerales como: meyerhofferita, colemanita, priceíta, hidroboracita, ulexita o yeso.

## Usos
Se extrae en las minas como fuente de boratos mezclada con otros minerales del boro a los que suele estar asociada.